# Aglaophenia constricta
Aglaophenia constricta är en nässeldjursart som beskrevs av George James Allman 1977. Aglaophenia constricta ingår i släktet Aglaophenia och familjen Aglaopheniidae. Inga underarter finns listade i Catalogue of Life.